# Joseba Barandiaran
José Ignacio Barandiaran Urkola, més conegut com a Joseba Barandiaran, (Astigarraga, 11 de novembre de 1959 - Sant Sebastià, 11 de juliol de 1978) va ser un jove basc, víctima de la repressió policial durant la Transició Espanyola que va perdre la seva vida durant una manifestació el 1978.

## Els tràgics Sanfermines de 1978
Uns dies abans de la seva mort, el 8 de juliol, en els Sanfermines de Pamplona, es van produir greus incidents entre la Policia Armada i persones que assistien a les festes. Fruit d'aquests incidents, va morir Germán Rodríguez, membre de l'LKI, mortalment ferit de bala per la policia. Aquests successos són coneguts com els Sanfermines de 1978 i constitueixen un dels episodis més violents i coneguts de repressió policial durant la Transició Espanyola.
Arran d'aquest succés es va declarar una vaga general de caràcter polític al País Basc sota administració espanyola i es van repetir incidents violents en nombroses localitats. En una d'aquestes manifestacions de protesta, celebrada a Sant Sebastià el dimarts 11 de juliol, va ser assassinat el jove independentista basc Joseba Barandiaran.
Durant un enfrontament entre la policia i els manifestants, a la confluència dels carrers San Bartolomé i la Cuesta de Aldapeta, del centre de la capital guipuscoana, Barandiaran va resultar mortalment ferit de bala al pit i va morir gairebé a l'acte. Una comissió ciutadana, encarregada d'investigar els fets, va acusar uns mesos més tard a la Policia Armada de ser l'autora dels trets. Les investigacions judicials dutes a terme en els anys posteriors van demostrar que el tret havia sorgit de les files de la policia espanyola, però el cas Barandiaran va ser sobresegut provisionalment 7 anys més tard al no poder ser identificat l'autor dels trets que van acabar amb la vida del jove.
El 14 de març de 1980, davant les sol·licituds de nombrosos veïns d'Astigarraga, l'Ajuntament de Sant Sebastià va decidir donar el nom de Joseba Barandiaran a una plaça d'aquest poble (que aleshores depenia com a barri de Sant Sebastià). A data de 2020 segueix havent-hi la Plaça de Joseba Barandiaran a Astigarraga.